# Evile
Evile é uma banda britânica de thrash metal, formada em Huddersfield, em 2004. Formada em 2004, o quarteto era composto pelos irmãos Matt Drake (vocal, guitarra base) e Ol Drake (guitarra solo), Joel Graham (baixo) — actual baixista após Mike Alexander ter falecido em 2009 — e Ben Carter (bateria), e gravou um EP auto-produzido intitulado “All Hallows Eve” nesse mesmo ano. Várias demos vieram, e depois de ser eleito o melhor grupo independente do Reino Unido por leitores da revista Terrorizer, o Evile foi sondado pela Earache Records, lançando sua estréia em LP, “Enter the Grave” no outono de 2007, e depois “Infected Nations” em Setembro de 2009.

O álbum  “Five Serpent’s Teeth” foi lançado em 18 de Outubro de 2011 e o quarto — Skull — foi lançado dia 24 de maio de 2013. Antes de se chamar Evile os irmãos Ol e Matt Drake tinham uma banda chamada "Metal Militia" que tocava principalmente covers do Metallica.

## Integrantes
Atual
- Ben Carter – bateria
- Ol Drake – guitarra, backing vocal
- Joel Graham – baixo, backing vocal
- Adam Smith – guitarra, backing vocal

Membros antigos
- Matt Drake – vocal, guitarra (2004–2020)
- Piers Donno-Fuller – guitarra, backing vocal (2014–2018)
- Mike Alexander – baixo, backing vocal (2004–2009; falecido em 2009)

## Discografia
- Enter the Grave (2007)
- Infected Nations (2009)
- Five Serpent's Teeth (2011)
- Skull (2013)